# فريج الحطب
فريج الحطب ويسمى حالياً كذلك باسم فريج كانو حي (فريج بالمحلية) قديم بالقرب من سوق المنامة في قلب مدينة المنامة عاصمة مملكة البحرين وهو متاخم لفريج المخارقة ويشكلان جنبا إلى جنب مع المناطق الأخرى في السوق المناطق الأساسية من المنامة قبل توسع المدينة في القرن 20. يقع أول مأتم في المنامة وهو مأتم بن رجب في فريج الحطب.

## التسمية
```
سبب التسمية يعود إلى أن الناس في السابق لم يكونوا يستخدمون الأفران أو المواقد في الطبخ، فكان الحطب هو الوقود المستخدم في المطابخ، وكان الفلاحون من أهالي القرى يأتون إلى الفريق بكميات من الكرب (عجز سعف النخيل) لبيعه.
[
3
]
```

## الموقع الجغرافي
يحد فريج الحطب من الشمال شارع الحكومة ومن الجنوب شارع الشيخ عبد الله، ومن الشرق شارع الشيخ عيسى، ومن الغرب شارع باب البحرين.

## التركيبة السكانية
سكنة هذا الحي متنوعون في الدين والمذهب، فكان السكان من المسلمين السنة والمسلمين الشيعة واليهود والمسيحيين، يعيشون مع بعض في بيوت متداخلة والعلاقات الحميمية قائمة وموجودة، وكان يمتاز أهل الحي بالمحبة والتسامح والتعاون فيما بينهم في الأفراح والأحزان، وكان فيها من العوائل الكريمة التي كان لها دور كبير في تطوير البحرين اقتصادياً وسياسياً وثقافياً ورياضياً.

## العيون والمياه
اشتهرت البحرين بالعيون والموارد المائية، وكان في فريج الحطب عين ماء تسمى (عين المجنونة) و(عين بن حديد) كما توجد في كثير من المنازل آبار مياه حلوة تسمى (جلبان) ومفردها (جليب).